# Johanna Elisabeth Dahlén
Johanna Elisabeth Dahlén, född Morthorst 1757, död den 28 juli 1845, var en dansk skådespelare och operasångare (sopran), aktiv 1784–1827.
Hon var dotter till tryckaren Johan Frederik Morthorst och Dorothe Morthorst: hennes mor skötte verksamheten efter hennes fars död och från 1798 utgav hennes make och mor tillsammans tidningen Adresseavisen.
Hon debuterade 21 september 1784 på Det Kongelige Teater i Köpenhamn som Charlotta i "Det föregifna hexeriet". Hennes sista föreställning var som baronessan Duthelm i Det sista medlet den 4 maj 1827. Hon bedömdes som en bättre sångare än skådespelare och användes ofta vid operor.
Hon gifte sig 1792 med dansaren Carl Dahlén.